# ريبر أحمد خالد
ريبر أحمد خالد (1 تموز 1968 -) سياسي عراقي كردي، وعضو الحزب الديمقراطي الكردستاني، ووزير داخلية إقليم كردستان العراق منذ سنة 2019، ومرشح لرئاسة جمهورية العراق سنة 2022م بعد الانتخابات التشريعية العراقية 2021، وفي 13 تشرين الأول سنة 2022، أعلن ريبر عن انسحابه من الترشح للرئاسة، وقال إن ذلك «من أجل تحقيق التوافق الوطني وخدمة لصالح البلاد».

## مناصب
- لواء عسكري
- رئيس دائرة التنسيق المشترك في مجلس أمن إقليم كردستان منذ 2012
- مدير لتحليل الأخبار في وكالة حماية الأمن في إقليم كردستان 2005-2012
- مدير مكافحة الإجرام المنظم في قسم الدفاع التابع لمؤسسة حماية الأمن 2000-2005

## النشاط الحزبي
ينتسب ريبر أحمد إلى الحزب الديمقراطي الكردي.
- عضو في اللجنة التنفيذية لاتحاد طلبة كردستان 1993-1997
- عضو مكتب في الحزب الديمقراطي الكردستاني في عام 1997
- عضو في مكتب شاندر لإعمار كردستان في عام 2000.[3]